# Memory 청춘의 빛
Memory 청춘의 빛(Memory 青春の光 메모리 세이슌노 히카리[*])은 1999년 2월 10일에 발매된 모닝구무스메의 네 번째 싱글이다.

## 개요
- 후쿠다 아스카의 마지막 참가 싱글.

- 모닝구무스메의 싱글 중 2011년까지 유일하게 커플링이 2곡 수록된 싱글이다. 그 중 "Never Forget"은, 후쿠다 아스카가 메인 보컬(실질적으로 솔로)을 맡은 졸업송이기도 하다.
  - 음악 프로그램 《뮤직 스테이션》에 2주 연속 출연하였으며, 2주 째 무대에서는 후쿠다가 팬들에게 메시지를 낭독하고, 타모리에게서 2개의 꽃다발을 받았다.
  - 세컨드 모닝, 베스트! 모닝구무스메 1에도 수록(세컨드 모닝은 Large Vocal Mix)된 것 외에도, 후쿠다 졸업 후 그녀의 파트를 이어 받은 야스다 케이가 솔로로 부르는 버전(Rock Ver)이 야스다의 졸업 싱글 "AS FOR ONE DAY"의 커플링곡으로 수록되었다. 또한 야스다도 《뮤직 스테이션》에서 숏버전을 선보였다.

- 모닝구무스메 사상 처음으로 초회한정반, 통상반 등 여러 종류로 발매한 싱글이다.

- 자켓 사진 및 뮤직 비디오는 뉴욕에서 촬영되었다.

- 모닝구무스메 & 헤이케 미치요 여동생 모집 요항이 봉입되었다.

- 다른 버전의 음원을 추가한 12cm반이 2004년 12월 15일에 발매된 모닝구무스메 EARLY SINGLE BOX에 수록되었으며, 2005년 3월 2일에는 이 작품이 싱글로 발매되었다. 자켓은 통상반과 같다.

- 2007년 9월 26일에 발매된 컴필레이션 음반 층쿠♂ 베스트 작품집 (상) 샤란Q~모닝구무스메~ 층쿠♂ 연예계 생활 15주년 기념 앨범~에 수록되었으며, 부록 북클릿에는 이 곡의 파트별 가사가 게재되었다.

## 수록곡

### 8cm반
1. Memory 青春の光
작사, 작곡 : 층쿠 / 편곡 : 마에지마 야스아키
2. Happy Night
작사, 작곡 : 층쿠 / 편곡 : 고니시 다카오
3. Never Forget
작사, 작곡 : 층쿠 / 편곡 : 고니시 다카오
4. Memory 青春の光 (Instrumental)

### 12cm반
1. Memory 青春の光
2. Happy Night
3. Never Forget
4. Memory 青春の光 (Instrumental)
5. Memory 青春の光 (99.4.18 Live Version)

## 참여 뮤지션
※괄호는 트랙 번호
- CHRIS PARKER - 드럼 (1)
- WILL LEE - 베이스 기타 (1)
- HIRAM BULLOCK - 기타 (1)
- BASHIRI JOHNSON - 퍼커션 (1)
- 마에지마 야스아키 - 키보드, 프로그래밍 (1)
- D.J. RIZ - 턴테이블 (1)
- L THE HEADTOUCHA - 랩 (1)
- 고니시 다카오 - 프로그래밍 (2, 3)
- 가쓰우라 고 - 머니퓰레이터 (2, 3)
- 마스자키 다카시 （DIMENSION） - 기타 (2)
- 7HOUSE - 코러스 (2)
- 미쿠즈키 지하루 (DON'T LOOK BACK) - 베이스 기타 (3)
- 니시카와 스스무 - 기타 (3)
- 다케우치 준 그룹 - 스트링스 (3)

## 차트
- 주간최고순위 2위 (오리콘 차트)